# Heteroxenia membranacea
Heteroxenia membranacea är en korallart som beskrevs av Schenk 1896. Heteroxenia membranacea ingår i släktet Heteroxenia och familjen Xeniidae. Inga underarter finns listade i Catalogue of Life.